# Житие и славные дела государя императора Петра Великого
«Житие и славные дела государя императора Петра Великого» — исторический труд сербского писателя XVIII века Захария Орфелина.

## Первое издание (на словенском языке)
Первое издание «Жития» было напечатано в Венеции в 1772 году на словенском языке в типографии Димитрия Феодозия (см. иллюстрацию).

### Параметры
Ч. 1. 1 л. фронтиспис, [27], 367 с., 19 лл. иллюстраций, карт.
Ч. 2. [2], 332 с., [4], 10 лл. иллюстраций.

## Второе издание (на русском языке)
В 1774 году в Петербурге вышло второе издание «Жития».

### Полное название
Житие и славные дела Петра Великого самодержца всероссийского с предположением краткой географической и политической истории о Российском государстве, первее на славенском языке изданное в Венеции, а ныне вновь с пополнением и поправлением как самой истории, так и с преложением некоторых славено-сербских слов на российский, с гравированными планами баталий и взятых крепостей и на все великие действия медалями напечатано.

### Выходные данные
Печатано иждивением купцов: санктпетербургскаго Сергия Копнина, и иркуцкаго Ивана Байбородина. В 2-х чч. Санкт-Петербург: При Императорской Академии наук, 1774.

## Значение
- А. С. Пушкин черпал отсюда сведения для своей «Истории Петра I», а также пользовался при работе над «Борисом Годуновым» и «Полтавой».[1]